# Митківці
Ми́тківці — село в Україні, у Меджибізькій селищній територіальній громаді Хмельницького району Хмельницької області. Розташоване на лівому березі річки Бужок(озеро Гоноставці), лівої притоки Південного Бугу. Населення становить 556 осіб.
Біля села, на лівому березі річки Бужок, розташована гідрологічна пам'ятка природи «Довгий берег».

## Населення

### Мова
Розподіл населення за рідною мовою за даними перепису 2001 року:
| Мова       | Відсоток |
| ---------- | -------- |
| українська | 99,28 %  |
| російська  | 0,18 %   |
| інші       | 0,54 %   |